# Sienna Kopa
Sienna Kopa (słow. Senná kopa, niem. Heuhaufen, węg. Szenáboglya) – mało wybitne wzniesienie o wysokości 1848 m n.p.m. w słowackich Tatrach Wysokich. Znajduje się w krótkiej grani odchodzącej na południowy zachód od wierzchołka Sławkowskiego Szczytu. Od niego oddzielona jest porośniętą kosodrzewiną Sienną Przehybą.
Sienna Kopa wraz z Sienną Przehybą oddziela Sienną Kotlinę od dolnych partii Doliny Sławkowskiej. U jej podnóża znajduje się grupa trzech stawków zwanych Sławkowskimi Stawkami, z których obecnie tylko jeden wypełniony jest wodą. Południowym stokiem Siennej Kopy przebiega czerwono znakowana Magistrala Tatrzańska. Sienna Kopa stanowi łatwy dostęp do Doliny Sławkowskiej, a z jej wierzchołka roztacza się ciekawy widok na Spisz i masyw Gerlacha. W przewodniku Tatry Słowackie Józefa Nyki figuruje ona jako Kopa Siana.
Pierwsze wejścia nie są znane. Wchodzono na nią od dawna z racji łatwej dostępności.

## Szlaki turystyczne
– znakowana czerwono Magistrala Tatrzańska na odcinku od Wielickiego Stawu do Smokowieckiego Siodełka (biegnie południowym zboczem Siennej Kopy).
- Czas przejścia: 2:05 h, z powrotem 2:25 h